# گورودوک (شهرستان وینوگرادوفسکی، استان آرخانگلسک)
گورودوک (به لاتین: Gorodok) یک منطقهٔ مسکونی در روسیه است که در استان آرخانگلسک واقع شده‌است.